# Nicolaas van Tolentijnkerk

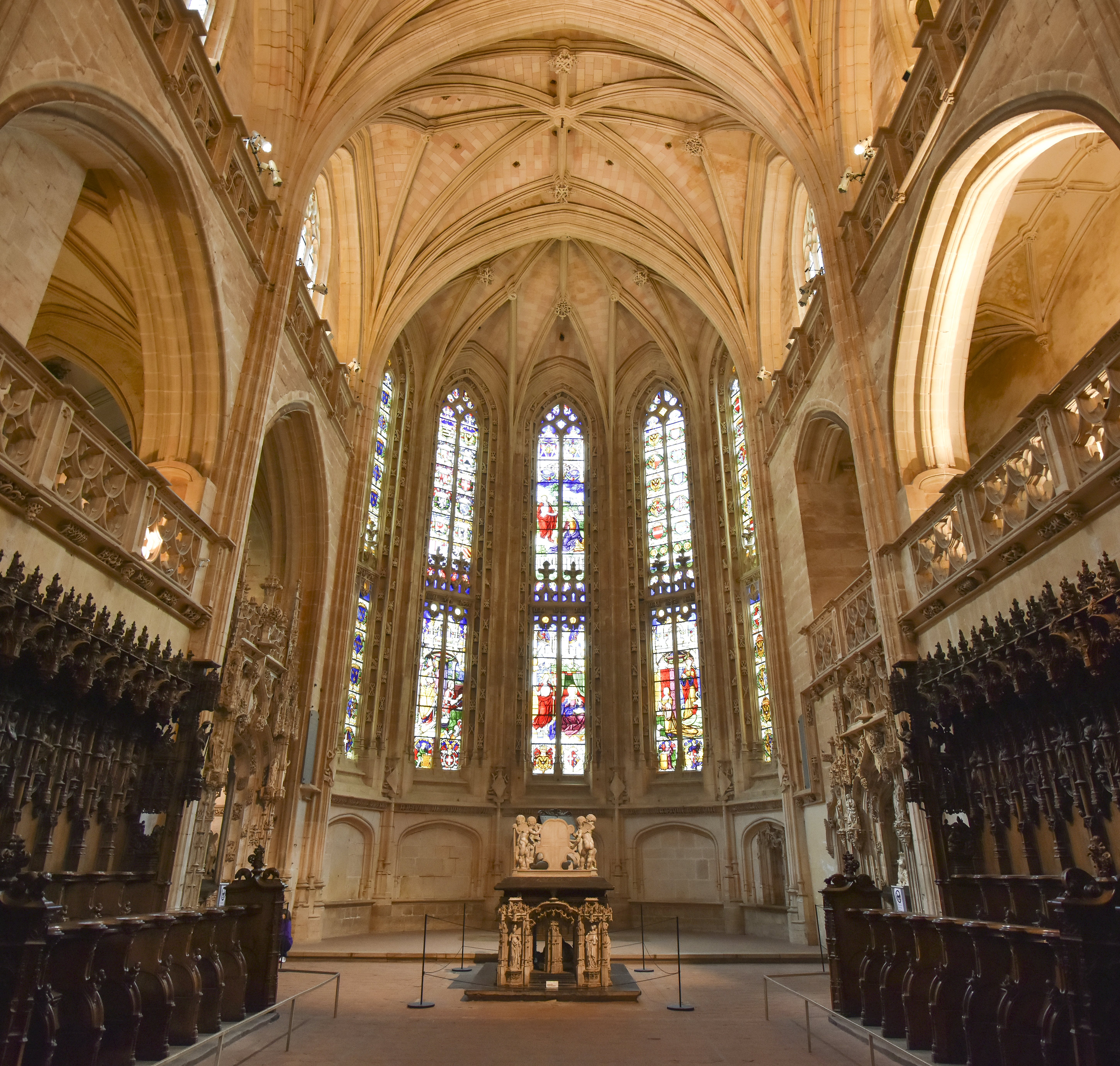
Het priesterkoor van de kerk

De Nicolaas van Tolentijnkerk is een kerkgebouw in de buitenwijk Brou ten zuidoosten van het centrum van de Franse stad Bourg-en-Bresse. De kerk maakt deel uit van het Koninklijk klooster van Brou. Margaretha van Oostenrijk liet de kerk optrekken als herinnering aan haar echtgenoot Filibert II van Savoye, die er samen met haar en zijn moeder Margaretha van Bourbon zijn begraven. 
Margaretha kwam hiermee ook een belofte van haar schoonmoeder na, de vrouw van hertog Filips II van Savoye, die in 1480 bij de genezing van haar man na een jachtongeluk beloofde de eenvoudige en bouwvallige priorij van benedictijnen van Brou om te vormen tot een klooster. Ze overleed echter voordat ze haar belofte kon inlossen.

## Bouwgeschiedenis
De kerk is toegewijd aan Nicolaas van Tolentijn omdat Filibert overleed op zijn naamfeest. Ze is gebouwd tussen 1513 en 1532 door Lodewijk van Bodegem. De relatief korte bouwperiode wijst op de financiële kracht van Margaretha en garandeerde eenheid van stijl. Margaretha bouwde ze als schrijn voor de graftombes, uitgevoerd door Conrad Meit en vaklieden uit het hertogdom Brabant. Alhoewel Margaretha na de dood van haar tweede echtgenoot naar Mechelen terugkeerde, had ze grote aandacht voor de uitvoering van de werken. Toen ze in 1530 overleed, had ze de kerk nooit gezien.
Toen ze nog in Bresse verbleef had ze eerst een bescheidener ontwerp voor ogen. In Mechelen realiseerde ze zich dat het een kerk moest worden volgens haar rang en stand. In haar testament van 1509 is te lezen dat ze besloten had ook in die kerk te worden begraven. Het werd een Brabantse kerk gezien de architect en de ambachtslieden uit de Zuidelijke Nederlanden werden aangetrokken. Vanuit Brussel liet ze de geschilderde kartons opsturen die als model voor de gebrandschilderde glasramen dienden. Die werden vervaardigd door glazeniers uit Lyon die in Brou werkten. Zijzelf en Filibert zijn hierin afgebeeld, naast talrijke andere ornamenten die verwijzen naar hun geloof en huwelijk.

## De kerk, haar kunstschatten en grafmonumenten
De kerk heeft de klassieke vorm van een Latijns kruis. Het gebouw is 72 m lang en 30 m breed. De gewelven in het schip en het koor zijn tot 21 m hoog. Het schip bestaat uit vier traveeën met twee verdiepingen en twee zijbeuken met kapellen. Het transept en het verlengde koor met vier kapellen, afgesloten door een achthoekige apsis trekken de aandacht omdat hier de graftombes van Margaretha, haar tweede echtgenoot Filibert II van Savoye en Margaretha van Bourbon zijn te zien.

### Het priesterkoor
Aan dit gedeelte van de kerk is uitzonderlijke zorg besteed zoals ook aan de kapel van Margaretha aan haar noordzijde. Hier bevinden zich de kunstwerken die de faam van deze kerk hebben gevestigd.

### Het kerkschip
De vensters van het schip en haar kapellen zijn niet gekleurd en geven het schip een sobere aanblik. Dit zorgt voor een sterk contrast met het priesterkoor. Aan de oostelijke zijde, tussen twee pilaren is een zwartmarmeren doopvont uit 1548 geplaatst die ook de leuze van Margaretha vermeldt. Ook is er FERT te lezen, het devies van het huis van Savoye waarvan de betekenis onbekend is. De kapellen en ook het transept zijn afgesloten met eikenhouten deuren met renaissancesnijwerk, een stijl die men verder hier niet aantreft.

### Het doksaal
Het doksaal is met veel detail uitgewerkt en een van de weinige die zijn overgebleven in Frankrijk. De arcade bestaat uit drie bogen met een half-elliptische vorm, gedragen door vier rechthoekige pilasters die gesteund worden door kleinere zuiltjes. Boven de arcade zijn stenen decoraties te zien in de vorm van bladeren van de eik, van wijnstokken en boerenkool. Het doksaal heeft bovenaan een open gang met twee balustrades van waaruit men een blik heeft op de kerk en de grafmonumenten. Daar waar een doksaal normaliter het koor van het schip scheidt, kan men hier via de gang de bidkapel van Margaretha bereiken en de appartementen van de gasten. Het doksaal kan worden afgesloten met een met houtsnijwerk versierde eiken deur.

## Galerij

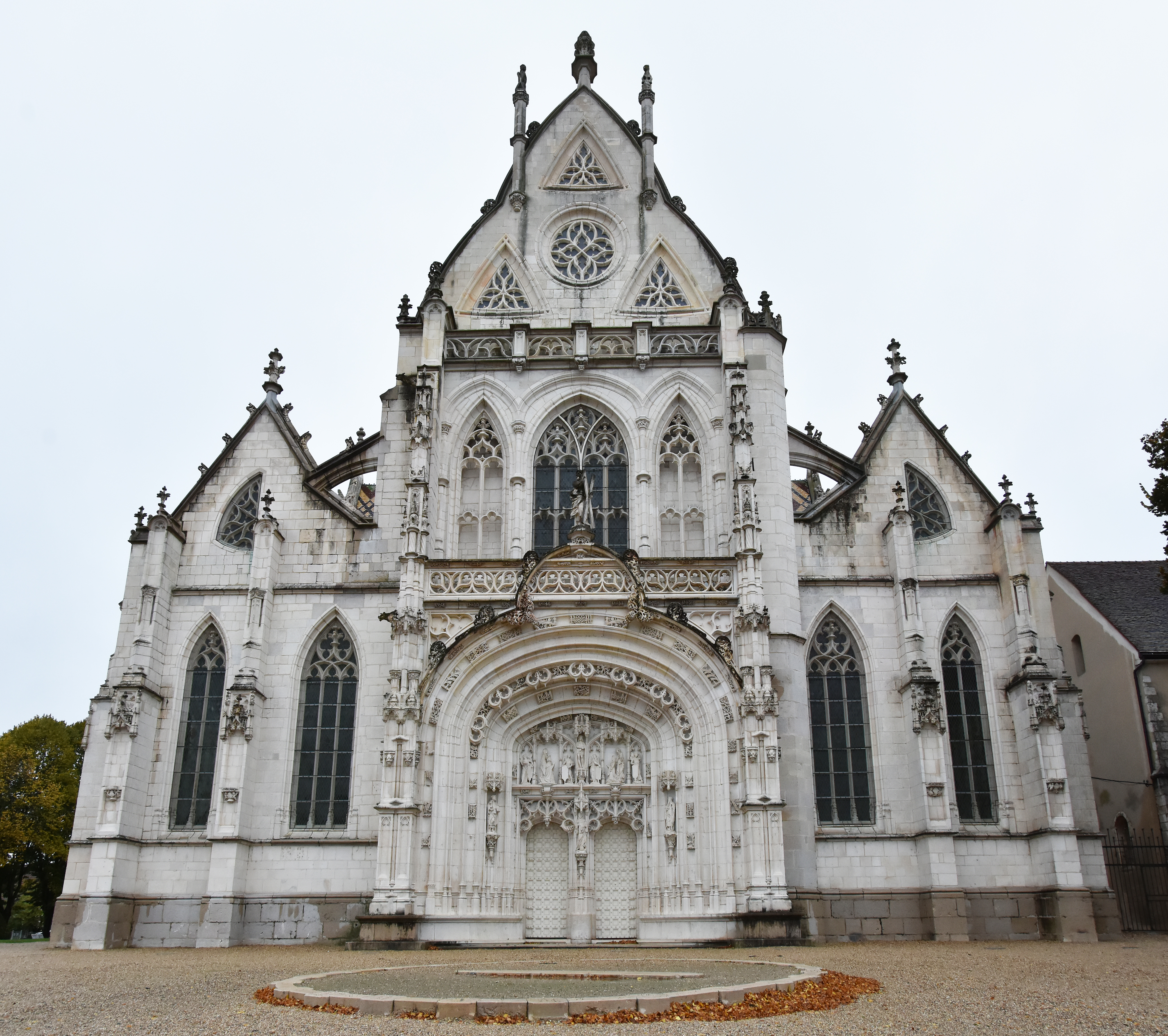
De voorgevel van de kerk
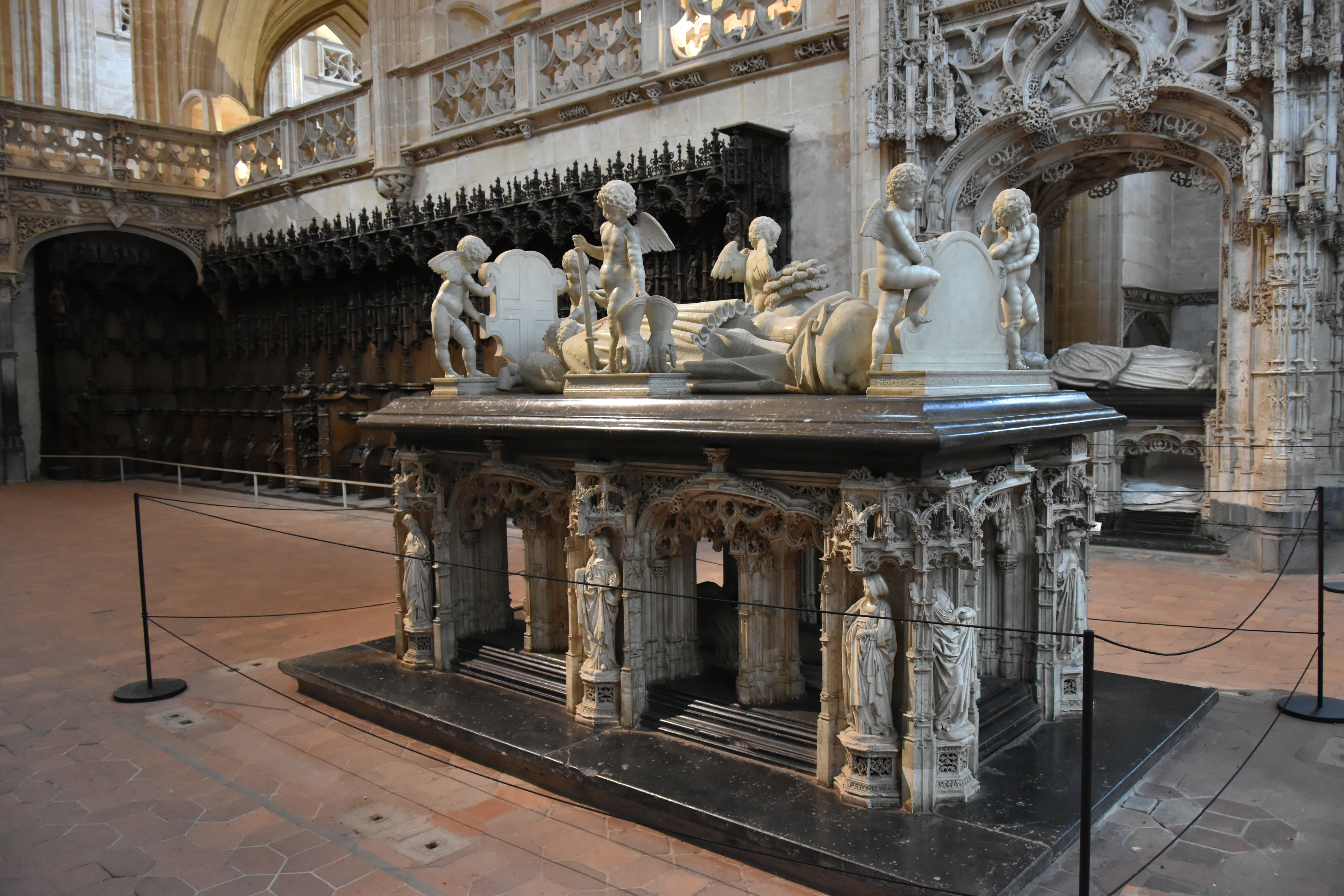
Het grafmonument van Filibert
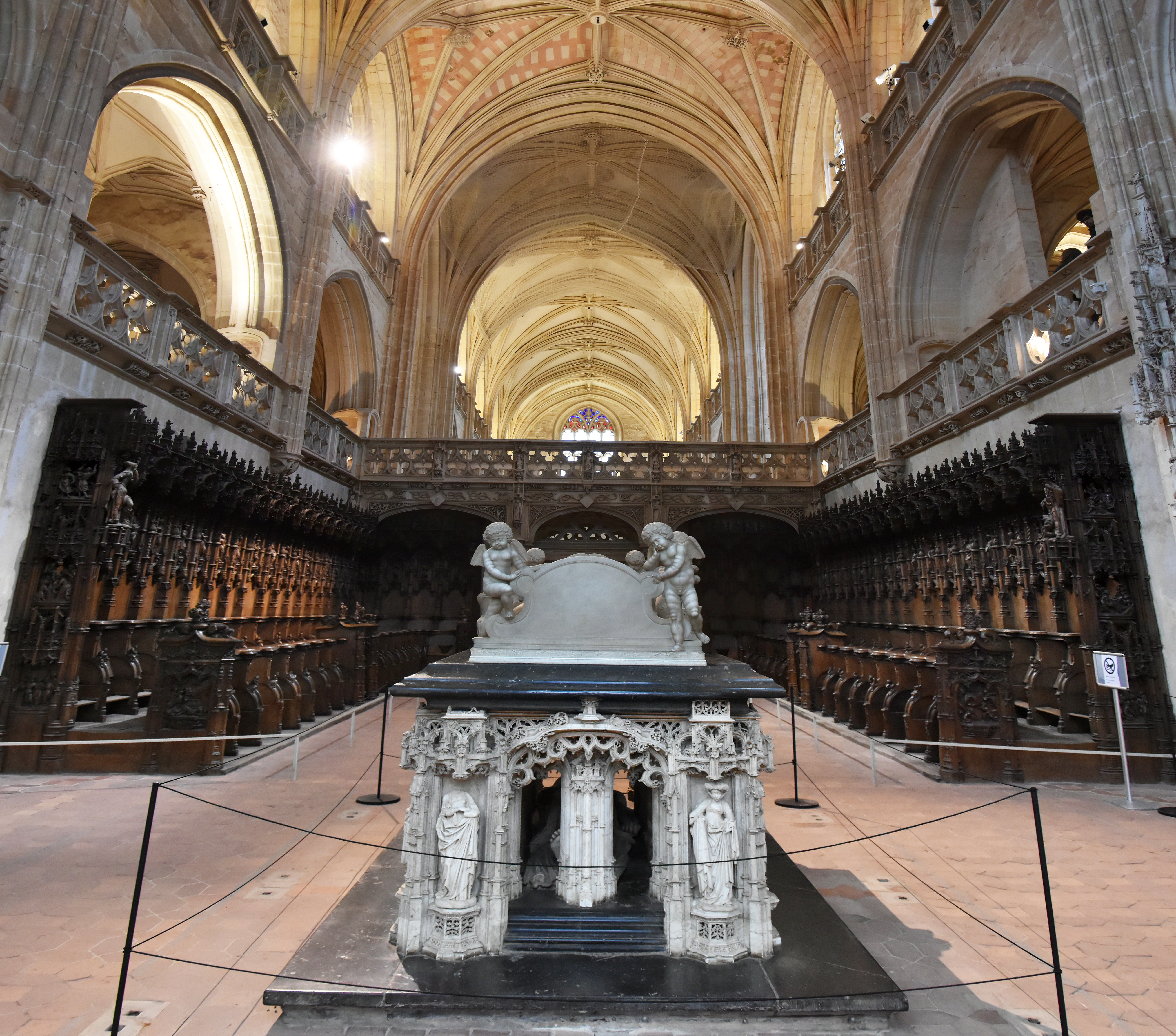
Het koor vanaf de apsis met het koorgestoelte en het grafmonument van Filibert
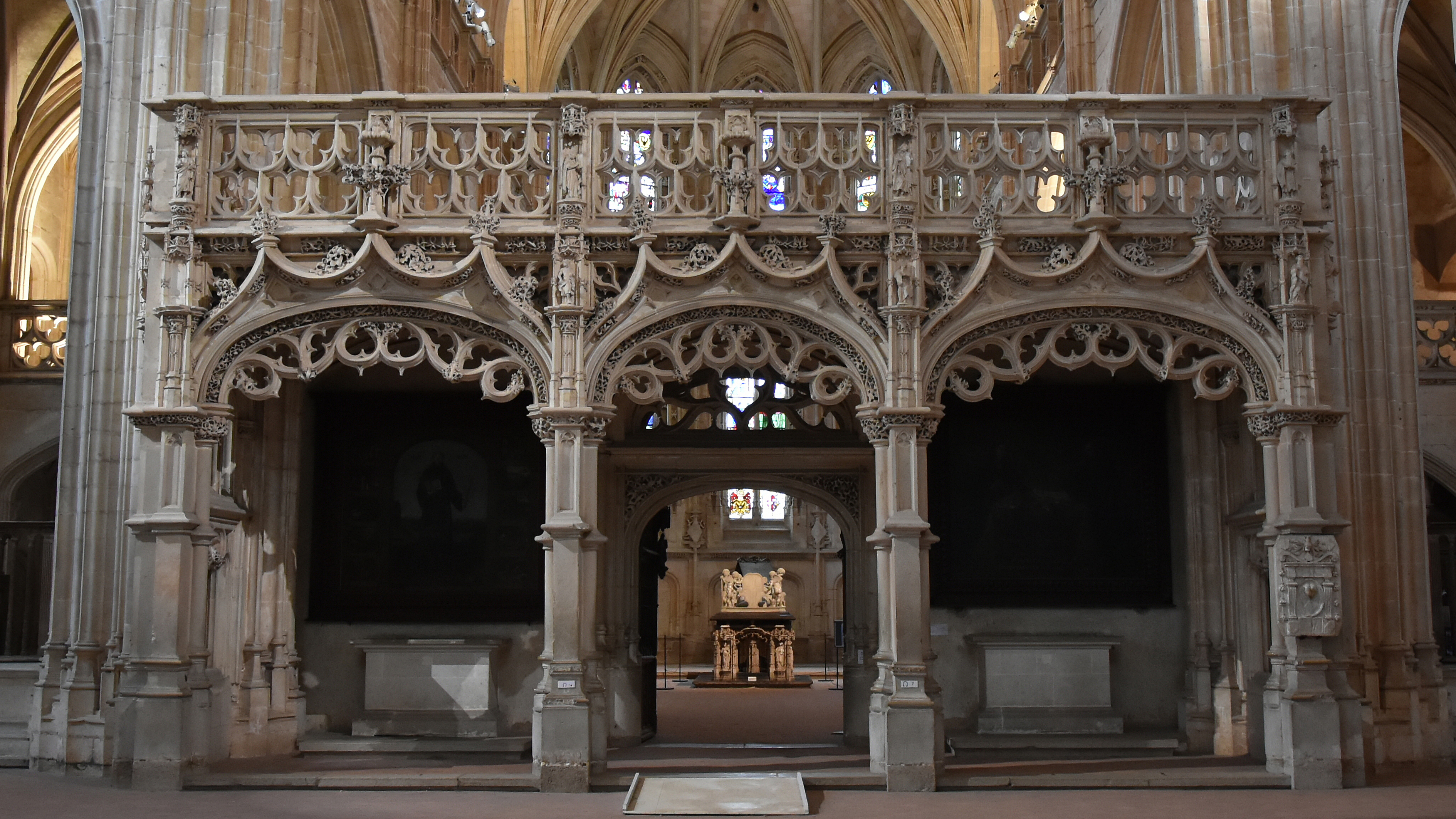
Het doksaal
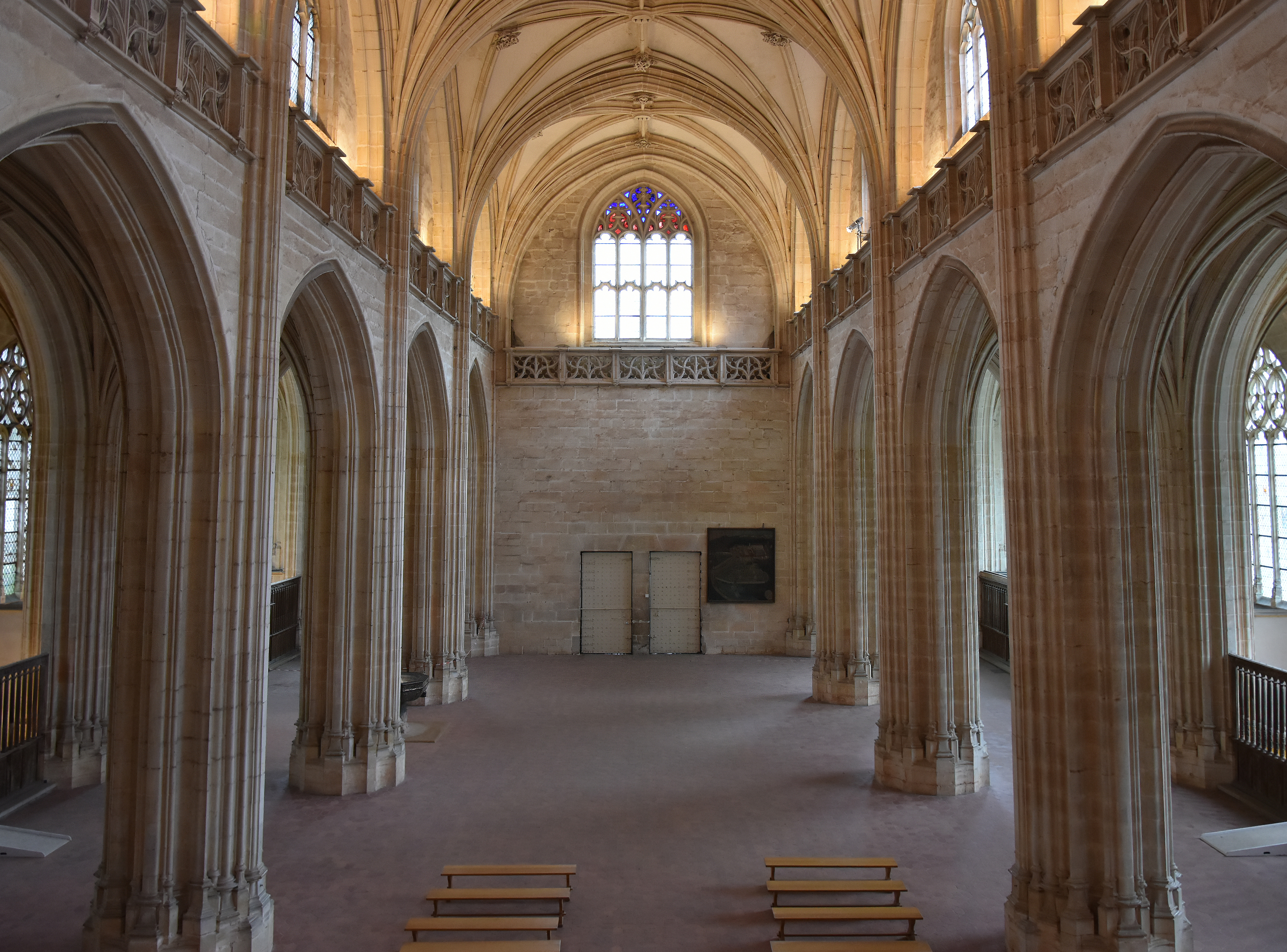
Het schip vanaf het doksaal